# Noein
Noein (ノエイン もうひとりの君へ?, Noein - mō hitori no kimi e) è una serie anime fantascientifica del 2005 prodotta dallo studio Satelight, composta da 24 episodi, ideata e diretta da Kazuki Akane (I cieli di Escaflowne).
L'edizione italiana è ad opera della Dynit, che nel 2006 ha pubblicato sei DVD. Il primo episodio è stato trasmesso dall'emittente MTV durante l'Anime Week il 1º ottobre 2006, e l'intera serie è stata in seguito trasmessa integralmente dal canale satellitare AXN, nel contenitore Animax, nel 2008. In chiaro la serie è stata trasmessa dal canale locale toscano Rete 37 nel 2009 e a livello nazionale in streaming su internet, sul canale di YouTube della Dynit: dal 12 maggio 2010 ogni mercoledì veniva pubblicato un nuovo episodio, disponibile per due settimane. È stata trasmessa in chiaro in televisione a livello nazionale su Rai 4 dal 30 settembre 2012 al 31 marzo 2013 la domenica mattina.

## Trama
Nel futuro è scoppiata una terribile battaglia fra due linee temporali: Shangri-La, il cui obiettivo è l'annullamento di tutti gli universi, e La'cryma, l'ultimo baluardo dell'umanità. Pressato dalla sempre più consistente minaccia posta da Shangri-La, l'Ordine dei Cavalieri del Drago (竜騎兵?, Ryūkihei) si mette in viaggio tra le infinite pieghe dello spaziotempo per trovare l'unica entità in grado di assicurare la salvezza agli esseri umani: la Catena del Drago.
Nel presente, l'apparizione del Cavaliere del Drago di nome Karasu sconvolge le vite di Haruka e del suo compagno di classe Yu: non solo il misterioso individuo identifica la ragazza come la Catena del Drago, ma afferma anche di essere uno Yu proveniente da un futuro lontano quindici anni.

## Concetti
Noein tratta il concetto del tempo come una dimensione che risuona con altre linee temporali. La Catena del Drago (竜のトルク?, Ryū no Toruku, Torque) di Haruka, in grado di influenzarne lo scorrere del tempo, ha la forma di un Ouroboros.
Noein è profondamente imbevuto di teorie della meccanica quantistica. In particolare, l'interpretazione dei molti mondi di Everett, che vede l'universo diramarsi in un numero infinito di probabilità, trova particolare risalto per tutta la durata della serie.
Noein, tuttavia, incorpora dentro di sé anche molti aspetti dell'interpretazione di Copenaghen, che suggerisce che la presenza di un osservatore-misuratore è essenziale per determinare la decoerenza della probabilità. Haruka, il personaggio principale, ha il potere di "osservatore" all'interno del multiverso, potere che la rende in grado di determinare l'esito di un'azione semplicemente "osservandola".
In un episodio, inoltre, Uchida spiega alla sua guardia del corpo Koriyama il paradosso del gatto di Schrödinger, una situazione ideale dove solo un osservatore è in grado di determinare la morte del gatto nel momento in cui apre la scatola. Nello stesso episodio si fa anche riferimento alla frase "Dio non gioca a dadi con l'universo", famosa citazione di Albert Einstein.
Nonostante l'interpretazione dei molti mondi suggerisca il concetto di uno spaziotempo che diverge infinite volte, l'anime presenta anche una probabilità in cui si manifesta una convergenza di linee temporali.

## Personaggi

### Hakodate
Ambientazione della principale linea temporale della serie è la cittadina portuale di Hakodate, in Hokkaidō.
Haruka Kaminogi (上乃木ハルカ?, Kaminogi Haruka)
La protagonista della serie. Una tipica studentessa delle medie che durante una "prova di coraggio" incontra Karasu. Durante lo scontro tra questo e Atori diventa cosciente della sua diversità rispetto ai propri amici. Costantemente in pericolo di rapimento da parte dei Cavalieri del Drago di La'cryma per mettere fine all'invasione di Shangri-La, viene protetta da Karasu.
Doppiatori: Haruka Kudō (工藤晴香?, Kudō Haruka) (giapponese), Ilaria Giorgino (italiano)
Asuka Kaminogi (上乃木明日香?, Kaminogi Asuka)
La madre di Haruka. Ha spesso la testa fra le nuvole, come dimostrato verso la fine della serie, quando si accorge della scomparsa della figlia solo dopo che la sua casa svanisce nel nulla. Da giovane era la migliore amica della madre di Yu, ma il loro legame cominciò ad affievolirsi dopo la morte della nonna del ragazzo; dopo il loro ultimo incontro, tuttavia, sembra che il loro rapporto ritorni ad essere quello di una volta.
Doppiatori: Akemi Okamura (岡村明美?, Okamura Akemi) (giapponese), Germana Pasquero (italiano)
Takuya Mayuzumi (黛拓也?, Mayuzumi Takuya)
Il padre di Haruka, un eminente scienziato nel campo della meccanica quantistica e uno dei fondatori del progetto Cerchio Magico, che mira a controllare lo scorrere dello spaziotempo. Nonostante lui e Asuka abbiano divorziato, Takuya mantiene comunque uno stretto rapporto con la figlia. Dopo essersi accorto dei pericoli posti dal progetto da lui stesso creato, decide di unirsi a Ryoko e Kyoji per fermarne l'attivazione.
Doppiatori: Kenta Miyake (三宅健太?, Miyake Kenta) (giapponese), Romano Malaspina (italiano)
Yu Goto (後藤ユウ?, Gotō Yū)
Uno degli amici di Haruka. Taciturno e messo sotto pressione dalla madre per via della scuola, Yu ha la costante sensazione di diventare pazzo e di non poter cambiare il proprio destino. Sviluppa un forte affetto per Haruka e fin dall'inizio si scontra con Karasu, il quale sembra conoscerlo molto bene.
Doppiatori: Fujiko Takimoto (瀧本富士子?, Takimoto Fujiko) (giapponese), Davide Perino (italiano)
Miyuki Goto (後藤美有樹?, Gotō Miyuki)
La madre di Yu. Mette il figlio eccessivamente sotto pressione per gli studi poiché vorrebbe che seguisse la strada percorsa da sua sorella, morta prematuramente. Dopo un incontro con Asuka, la madre di Haruka, e un viaggio nel tempo, la donna riesce a tornare in sé e capisce che il figlio soffre per la situazione da lei creata.
Doppiatori: Atsuko Tanaka (田中敦子?, Tanaka Atsuko) (giapponese), Daniela Calò (italiano)

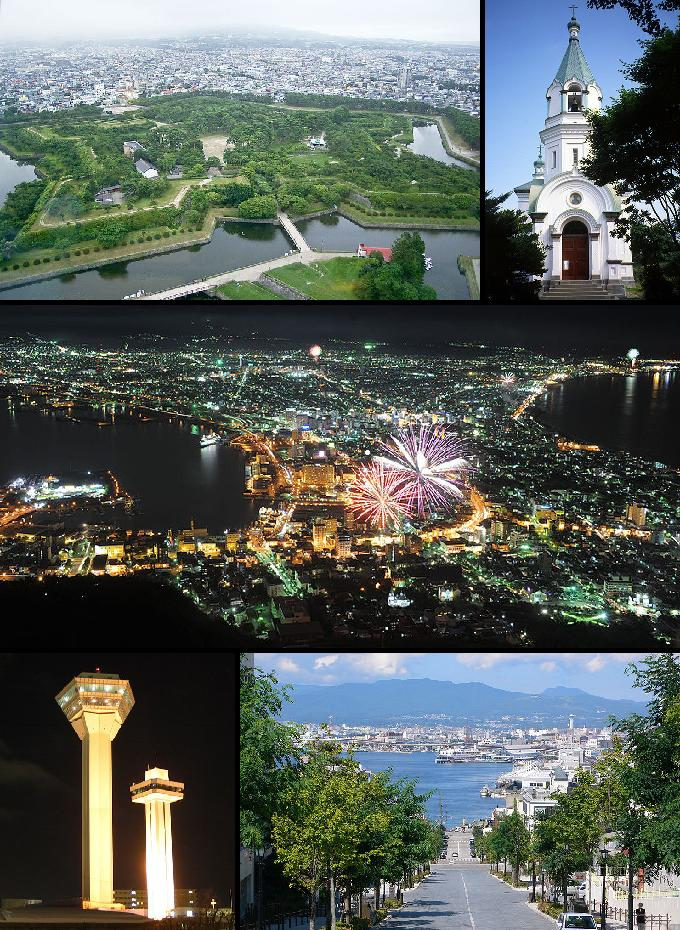
La cittadina di Hakodate è stata riprodotta fedelmente non soltanto negli scorci più ampi, ma anche nei dettagli minori. All'interno dell'edizione DVD italiana è presente un lungo documentario sui luoghi ritratti. (Da in alto a sinistra: la fortezza di Goryokaku, la Chiesa Ortodossa di Hakodate, vista notturna dal Monte Hakodate, la Torre di Goryokaku, la strada panoramica Hachiman-zaka e il porto.)

Ai Hasebe (長谷部アイ?, Hasebe Ai)
Una compagna di classe di Haruka, giocatrice di calcio e invaghita di Isami. In una linea temporale alternativa è una giocatrice di calcio professionista, ma a causa di un incidente si trova costretta a doversi amputare un piede. Caduta in depressione, tenta di suicidarsi lanciandosi dal tetto dell'ospedale, ma viene fermata da Isami. Anche nella linea temporale di Karasu Ai e Isami sono legati sentimentalmente.
Doppiatori: Saeko Chiba (千葉紗子?, Chiba Saeko) (giapponese), Valentina Favazza (italiano)
Isami Fujiwara (藤原イサミ?, Fujiwara Isami)
Un compagno di classe di Haruka. Dopo la morte dei genitori ha iniziato a vivere insieme al fratello e alla nonna. Nonostante tenti in tutti i modi di sembrare una persona impavida, ha una paura innata per i fantasmi. Ha un forte legame d'amicizia con Yu e si preoccupa per la sua difficile situazione familiare, pur manifestandolo in modo brusco, con prese in giro e gesti da sbruffone.
In una linea temporale alternativa, Isami, dopo la morte della nonna, viene separato dal fratello e diventa un delinquente. Durante una lite fra bande viene ferito ad un occhio nel tentativo di proteggere il compagno che alla fine lo abbandona. Persa ogni ragione di vivere, decide di uccidere per vendetta la persona che l'ha privato dell'occhio. Prima di riuscire ad attuare il suo piano, tuttavia, viene fermato da un'apparizione dello Yu della linea temporale principale, che lo convince a recarsi all'ospedale per evitare che Ai si suicidi. La sua frase tipica per ogni situazione di pericolo è: "Non può essere!"
Doppiatori: Koki Miyata (宮田幸季?, Kōki Miyata) (giapponese), Stefano Brusa (italiano)
Miho Mukai (向井ミホ?, Mukai Miho)
Una compagna di classe di Haruka. Ha la passione dell'occulto e crede fermamente nell'esistenza di alieni e fantasmi. Dopo la perdita di memoria di Atori, Miho sviluppa un profondo legame con il Cavaliere del Drago, che la scambia erroneamente per sua sorella.
In una linea temporale alternativa Miho cade in depressione per essere rimasta senza amici, che la invidiano per la sua opulenza. Rinchiusasi per due settimane nella sua stanza, viene colpita da una psicosi che le impedisce di riconoscere la madre. Viene salvata da Atori.
Doppiatori: Kaori Nazuka (名塚佳織?, Nazuka Kaori) (giapponese), Beatrice Caggiula (italiano)
Ryoko Uchida (内田涼子?, Uchida Ryōko)
Una ricercatrice del progetto Cerchio Magico. Le sue ricerche all'inizio sembrano concentrarsi sullo studio di fenomeni di breve durata e dal dubbio valore scientifico. Dopo aver incontrato Kyouji e i Cavalieri del Drago e aver scoperto che il progetto a cui lei stessa sta lavorando, se attivato, potrebbe portare all'annullamento di tutta l'esistenza, Ryouko decide di fermarlo ad ogni costo.
Doppiatori: Sayaka Ōhara (大原さやか?, Ōhara Sayaka) (giapponese), Angela Brusa (italiano)
Kyoji Koriyama (郡山京司?, Kōriyama Kyōji)
Il partner di Ryouko, al quale fa da guardia del corpo e autista durante i suoi studi. Nonostante non capisca la maggior parte del lavoro della sua compagna, chiedendole per questo spiegazioni semplificate, non l'abbandona mai.
Doppiatori: Keiji Fujiwara (藤原啓治?, Fujiwara Keiji) (giapponese), Fabrizio Odetto (italiano)

### La'cryma
Karasu (カラス?, Karasu)
Lo Yu di una futura linea temporale alternativa chiamata La'cryma. Fa parte dei cavalieri incaricati di prelevare Haruka, ma alla fine, trovandosi con la ragazza, sceglie di tradire il proprio ordine e proteggerla dai suoi stessi compagni. Il suo nome significa corvo.
Doppiatori: Kazuya Nakai (中井和哉?, Nakai Kazuya) (giapponese), Patrizio Prata (italiano)
Fukuro (フクロウ?, Fukurō)
L'Isami della futura linea temporale alternativa di La'cryma. Fukuro è un membro dei Cavalieri del Drago e il miglior amico di Karasu. Dopo essersi rifiutato di uccidere l'amico, disobbedendo agli ordini, viene bollato come un traditore dai suoi compagni. Ucciso da Karasu, il Cavaliere viene salvato da Haruka che con i suoi poteri modifica la linea del tempo e riscrive il futuro in modo che Fukuro non venga ucciso dall'amico. Muore alla fine per mano di Noein, colto di sorpresa. Fukuro sembra essere molto legato ad Amamiku, e prima di morire esprime il desiderio di rivederla. Il suo nome significa gufo.
Doppiatori: Kohei Kiyasu (喜安浩平?, Kōhei Kiyasu) (giapponese), Alessandro Rigotti (italiano)
Atori (アトリ?, Atori)
Un Cavaliere del Drago, compagno di Karasu e Fukuro. È un personaggio enigmatico e a volte completamente folle. Nonostante sembri essere completamente ostile all'ordine, resta comunque un Cavaliere fedele al suo obiettivo, che tenta di raggiungere con metodi differenti. Dopo aver tradito i compagni nel tentativo di distruggere la Catena del Drago, Atori recide la sua pipeline, restando di fatto intrappolato nella linea temporale di Haruka. Viene in seguito colto da amnesia a causa del soggiorno prolungato in una diversa dimensione e, dopo aver incontrato Miho, la scambia per sua sorella Sara e vi si affeziona, iniziando un rapporto che lo cambia profondamente, come dimostrato dalla sua decisione di combattere e sacrificarsi per proteggere la dimensione di Haruka anche dopo aver riacquistato la memoria. Il suo vero nome è Al. Il suo nome significa peppola.
Doppiatori: Kenichi Suzumura (鈴村健一?, Suzumura Kenichi) (giapponese), Luca Ghignone (italiano)
Kosagi (コサギ?, Kosagi)
Un Cavaliere del Drago innamorato di Karasu, sentimento che si trasforma in odio a causa del tradimento del suo amato. Odia anche l'Haruka della linea temporale principale, che vede come il motivo della diserzione di Karasu. Il suo nome significa garzetta.
Doppiatori: Takako Honda (本田貴子?, Honda Takako) (giapponese), Patrizia Mottola (italiano)
Tobi (トビ?, Tobi)
Il Cavaliere del Drago responsabile del lato tecnico delle missioni, esperto nella tecnologia utilizzata da La'cryma. Nonostante sia debole nei combattimenti corpo a corpo, Tobi si rivela più volte un membro indispensabile della squadra. Fu uno dei Cavalieri che lasciarono La'cryma insieme ad Atori. Il suo nome significa nibbio bruno.
Doppiatori: Ryōko Shiraishi (白石涼子?, Shiraishi Ryoko) (giapponese), Luisa Ziliotto (italiano)
Isuka (イスカ?, Isuka)
Uno dei Cavalieri del Drago che lascia La'cryma insieme ad Atori. Dopo aver raggiunto la linea temporale principale e aver scollegato la sua pipeline, Isuka afferma che sarebbe stato contento di scomparire in quella linea temporale. Karasu è costretto ad ucciderlo quando Atori gli ordina di distruggere la Catena del Drago. Il suo nome significa crociere.
Doppiatori: Kenta Miyake (三宅健太?, Miyake Kenta) (giapponese), Michele Di Mauro (italiano)
Kuina (クイナ?, Kuina)
Un Cavaliere del Drago innamorato di Kosagi, il cui amore non è però ricambiato. Ossessionato da Shangri-La, Kuina ha come unico obiettivo quello di raggiungere la tanto agognata dimensione. Dopo avervi condotto la Catena del Drago, rifiutato da Shangri-La, il suo corpo viene distrutto. Sembra essere il leader dei Cavalieri del Drago, benché non abbia mai dimostrato alcuna abilità degna di nota. Il suo nome significa porciglione.
Doppiatori: Rikiya Koyama (小山力也?, Koyama Rikiya) (giapponese), Riccardo Lombardo (italiano)
Amamiku (アマミク?, Amamiku)
La Ai della futura linea temporale alternativa di La'cryma. Amamiku lavora come medico nella base dei Cavalieri del Drago.
Doppiatori: Saeko Chiba (千葉紗子?, Chiba Saeko) (giapponese), Valentina Favazza (italiano)
Lily (リリ?, Riri)
La figlia della Miho della futura linea temporale alternativa di La'cryma. Lily aiuta Haruka a raggiungere la superficie durante la sua prima visita a La'cryma, e le trova nascondiglio insieme a Yu durante la seconda. Poiché la Miho di La'cryma è cieca, Lily l'aiuta a capire cosa succede descrivendole gli eventi.
Doppiatori: Kaori Nazuka (名塚佳織?, Nazuka Kaori) (giapponese), Beatrice Caggiula (italiano)

### Shangri-La
Noein (ノエイン?, Noein)
Noein è una figura evanescente, apparentemente intangibile, identificato da una maschera dorata con un occhio solo; è lo Yu di una futura linea temporale alternativa. È Noein a tirare i fili degli eventi fin dall'inizio: è lui che ha creato Shangri-La, invadendo La'cryma e generando una serie di avvenimenti che porta fino alla ricerca della Catena del Drago. Noein è l'antagonista principale dell'anime, nonostante tenti di sembrare amichevole con Haruka per convincerla a seguirlo nel suo mondo.
Dopo aver visto l'insegnante Yukie, Haruka, Isami e Ai morire in un incidente stradale, incapace di gestire il dolore della perdita della persona amata, Yu decide di cercare una nuova Haruka in una linea temporale alternativa. In ogni dimensione in cui finisce, tuttavia, il ragazzo assiste ogni volta alla stessa identica scena: Haruka muore, lasciando Yu a soffrire da solo. Per far cessare il dolore e la tristezza, allora, Yu prende il nome di Noein e crea Shangri-La, una linea temporale in cui tutte le altre possano fondersi e annullarsi.
Karasu e Yu, durante il loro confronto con Noein, comprendono tuttavia che chi sta loro di fronte oramai non è più Yu, in quanto ha dimenticato Haruka e il loro passato insieme. Alla fine, negando l'esistenza stessa di Noein, i due lo condannano all'annullamento, sfruttando la natura instabile di Shangri-La.
Doppiatori: Kazuya Nakai (中井和哉?, Nakai Kazuya) (giapponese), Patrizio Prata (italiano)
Shangri-La è inoltre popolato da bizzarre creature simili a draghi. Come spiegato da Noein, questi esseri sono ciò che un tempo erano esseri umani che, desiderosi di vivere in un mondo senza sofferenza, smisero di riconoscersi cancellando le loro identità individuali in modo da diventare un'unica entità.

### Altri
Vagabondo del tempo (時の放浪者?, Toki no Hōrōsha)
Un anziano signore che appare spesso davanti ad Haruka nei momenti di crisi per dare consigli utili, ma criptici. Indossa sempre un cappello da cui traspare solo un occhio. Come mostrato alla fine della serie, è la personificazione dell'Ouroboros stesso.
Doppiatori: Hikaru Miyata (宮田光?, Miyata Hikaru) (giapponese), Pasquale Ruju (italiano)

## Episodi
| Nº | Titolo italiano Giapponese 「Katakana」 - Rōmaji              | In onda          | In onda           |
| Nº | Titolo italiano Giapponese 「Katakana」 - Rōmaji              | Giapponese       | Italiano          |
| 1  | Neve blu 「アオイユキ」 - Aoi yuki                            | 12 ottobre 2005  | 1º ottobre 2006   |
| 2  | Fuga da casa 「イエデ」 - Iede                                | 19 ottobre 2005  | 10 aprile 2008    |
| 3  | Inseguito 「オワレテ...」 - Owarete...                        | 26 ottobre 2005  | 17 aprile 2008    |
| 4  | Amica 「トモダチ」 - Tomodachi                                | 2 novembre 2005  | 24 aprile 2008    |
| 5  | E dopo... 「ソレカラ...」 - Sorekara...                       | 7 novembre 2005  | 1º maggio 2008    |
| 6  | Una dimensione di lacrime 「ナミダノジクウ」 - Namida no jikū | 16 novembre 2005 | 8 maggio 2008     |
| 7  | Una persona cara 「タイセツナヒト」 - Taisetsu na hito        | 23 novembre 2005 | 15 maggio 2008    |
| 8  | Segreti 「カクシゴト」 - Kakushigoto                          | 30 novembre 2005 | 22 maggio 2008    |
| 9  | Attraversare il tempo 「トキヲコエテ」 - Toki o koete         | 7 dicembre 2005  | 29 maggio 2008    |
| 10 | Notte di tempesta 「アラシノヨル」 - Arashi no yoru           | 14 dicembre 2005 | 5 giugno 2008     |
| 11 | Sovrapposizioni 「スレチガイ」 - Surechigai                   | 21 dicembre 2005 | 12 giugno 2008    |
| 12 | La battaglia 「タタカイ」 - Tatakai                           | 28 dicembre 2005 | 19 giugno 2008    |
| 13 | Desiderio 「ネガイ」 - Negai                                  | 11 gennaio 2006  | 26 giugno 2008    |
| 14 | Ricordi 「キオク」 - Kioku                                    | 18 gennaio 2006  | 3 luglio 2008     |
| 15 | Shangri-La 「シャングリラ」 - Shanguri-ra                     | 25 gennaio 2006  | 10 luglio 2008    |
| 16 | Ripetizione 「クリカエシ」 - Kurikaeshi                       | 1º febbraio 2006 | 17 luglio 2008    |
| 17 | Esitazione 「マヨイ」 - Mayoi                                 | 11 febbraio 2006 | 24 luglio 2008    |
| 18 | Incubo 「ワルイユメ」 - Warui yume                            | 15 febbraio 2006 | 31 luglio 2008    |
| 19 | Memorie 「オモイデ」 - Omoide                                 | 22 febbraio 2006 | 7 agosto 2008     |
| 20 | Ancora una volta 「モウイチド...」 - Mō ichido...             | 1º marzo 2006    | 14 agosto 2008    |
| 21 | Illusione 「マボロシ」 - Maboroshi                            | 8 marzo 2006     | 21 agosto 2008    |
| 22 | Verso il futuro 「ミライヘ...」 - Mirai e...                  | 15 marzo 2006    | 28 agosto 2008    |
| 23 | Fine 「オワリ」 - Owari                                       | 22 marzo 2006    | 4 settembre 2008  |
| 24 | Inizio 「ハジマリ」 - Hajimari                                | 29 marzo 2006    | 11 settembre 2008 |

## Sigle
- Sigla iniziale: Idea di eufonius
- Sigla finale: Yoake no ashioto (夜明けの足音? lett. "Rumori di passi all'alba") di solua